# أفياء بنسكر
أفياء بنسكر أو أفياء مينداناو أو أفياء جنوب الفلبين أو النسر الصقري البنسكر (الاسم العلمي Nisaetus pinsker)، نوع من الطيور الجارحة من الأفياء وفصيلة البازية. موطنه جزر ليتي وسمر ونجروس ومينداناو في الفلبين. وهو يرتبط أرطباطًا وثيقًا بأفياء الفلبيني. موائله الطبيعية المرتفعات الغابية الاستوائية على أرتفاع 1200 م فوق مستوى سطح البحر. وهو مهدد بفقد موائله الطبيعية.